# Osmakasaurus depressus
L'osmakasauro (Osmakasaurus depressus) è un dinosauro erbivoro appartenente agli ornitopodi. Visse nel Cretaceo inferiore (Barremiano, circa 128 milioni di anni fa) e i suoi resti sono stati ritrovati in Nordamerica. 

## Descrizione
Questo dinosauro è conosciuto per resti fossili molto parziali ritrovati nella formazione Lakota, nella zona dell'odierna città di Buffalo Gap del Dakota del Sud. I resti comprendono alcune vertebre e un ilio dalla forma particolare. L'aspetto generale doveva essere simile a quello di Camptosaurus, un altro iguanodonte più conosciuto vissuto alcuni milioni di anni prima: il corpo doveva essere relativamente robusto, con zampe posteriori lunghe e forti e zampe anteriori più corte. L'ilio, tuttavia, aveva un curioso margine superiore leggermente depresso (da qui il nome specifico dell'animale), simile a quello di Planicoxa. Osmakasaurus doveva essere lungo circa 5 metri.

## Classificazione
I fossili di questo animale furono scoperti nel 1896 da N.H. Norton e descritti per la prima volta da Charles Whitney Gilmore nel 1909, che li considerò appartenenti a una nuova specie di Camptosaurus. Dopo molti anni, in seguito ad altre scoperte di iguanodonti nordamericani, i fossili vennero ridescritti (Carpenter & Wilson, 2008) e attribuiti a una nuova specie dell'iguanodonte Planicoxa, la cui specie tipo (P. venenica) era stata descritta nel 2001 sulla base di materiale proveniente dal Cretaceo inferiore dello Utah. Un ulteriore studio (McDonald, 2011) ha messo in evidenza alcune caratteristiche dell'ilio (tra cui il processo preacetabolare robusto e corto) che giustificano la creazione di un genere a sé stante, Osmakasaurus. 

## Significato del nome
Il nome generico deriva dalla parola òsmaka, che significa "canyon" nella lingua del popolo Lakota, in riferimento al nome della località dove sono stati ritrovati i resti fossili e dove vive il popolo Lakota. La zona è la stessa in cui sono stati ritrovati i resti dell'anchilosauro Hoplitosaurus. 